# Clã Miyoshi
O clã Miyoshi (三好氏, Miyoshi-shi) foi um clã do Japão descendente do Imperador Seiwa (850-880) e do clã Minamoto (Seiwa-Genji). Eram um ramo do clã Ogasawara e do clã Takeda.
No começo do século XIV, Ogasawara Nagafusa se instalou em Shikoku. Seu descendente na oitava geração fixou-se no distrito de Miyoshi (Província de Awa) e tomou o nome do lugar. Foram grandes vassalos do clã Hosokawa então todo poderoso em Shikoku.
Durante o Sengoku, controlaram algumas províncias, incluindo Settsu e Awa (atual região de Kinki). Ainda que tenham perdido proeminência, os Ogasawara, um clã relacionado, continuaram como grande força política durante o Período Edo.
Vassalos do clã incluíam Matsunaga Hisahide e seu filho Hisamichi.

## Membros notáveis do clã
- Miyoshi Yukinaga
- Miyoshi Nagahide
- Miyoshi Motonaga
- Miyoshi Nagayoshi
- Miyoshi Yoshikata
- Sogō Kazumasa
- Atagi Fuyuyasu
- Atagi Nobuyasu
- Sogō Masayasu
- Sogō Nagahide
- Miyoshi Yoshitsugu
- Miyoshi Nagaharu
- Miyoshi Yoshioki
- Miyoshi Nagayasu
- Miyoshi Masayasu
- Iwanari Tomomichi
- Miyoshi Yasunaga
- Miyoshi Masanaga
- Miyoshi Hideyuki – político japonês do Período Shōwa.